# NGC 3213
NGC 3213 is een balkspiraalstelsel in het sterrenbeeld Leeuw. Het hemelobject werd op 13 maart 1883 ontdekt door de Franse astronoom Édouard Jean-Marie Stephan.

## Algeiba
Vanaf de aarde gezien bevindt het stelsel NGC 3213 zich een derde van een graad ten zuidoosten van de betrekkelijk heldere ster Algeiba (Gamma Leonis). Amateurastronomen kunnen Algeiba aanwenden als gidsster om het stelsel NGC 3213 op te zoeken.

## Synoniemen
- UGC 5590
- MCG 3-27-4
- ZWG 94.8
- PGC 30283